# Tritonus
| I denna artikel     |
| används tonnamnen   |
| Bess (B♭) och B.    |
| Se olika skrivsätt. |

Tritonus (även kallat djävulsintervallet, förminskad kvint eller överstigande kvart) är ett musikaliskt intervall som spänner över tre heltoner, till exempel intervallet C–F♯. Tritonus har en dissonant klang och används ofta i skräckfilmsmusik.
I en  durskala är det ett tritonusintervall mellan skalans fjärde och sjunde ton, vilket för en C-durskala innebär tonerna F och B.
Frekvensförhållandet mellan de två tonerna i intervallet är i liksvävande temperatur {\displaystyle {\sqrt {2}}} eftersom en oktav innebär en dubblering av frekvensen och tritonus är en halv oktav på en logaritmisk skala.
Ett vanligt rykte är att detta intervall, på grund av sin dissonans, var förbjudet under medeltiden, därav namnet djävulsintervallet. Det stämmer inte, och det finns flera musikstycken från medeltiden som innehåller tritonus.